# 巨雨濱蛙
巨雨濱蛙（學名：Litoria infrafrenata）为雨蛙科雨滨蛙属的一种，是世界上最大的雨蛙，一般名稱為「巨樹蛙」，分布在北昆士蘭、新幾內亞、俾斯麥群島和海軍部群島的雨林中。
母蛙能长到13厘米(5英寸)长，公蛙通常只到10厘米(4英寸)。

## 外號連結
- The Cairns Frog Hospital
- Frog Australia Network